# Roomburg (wijk)

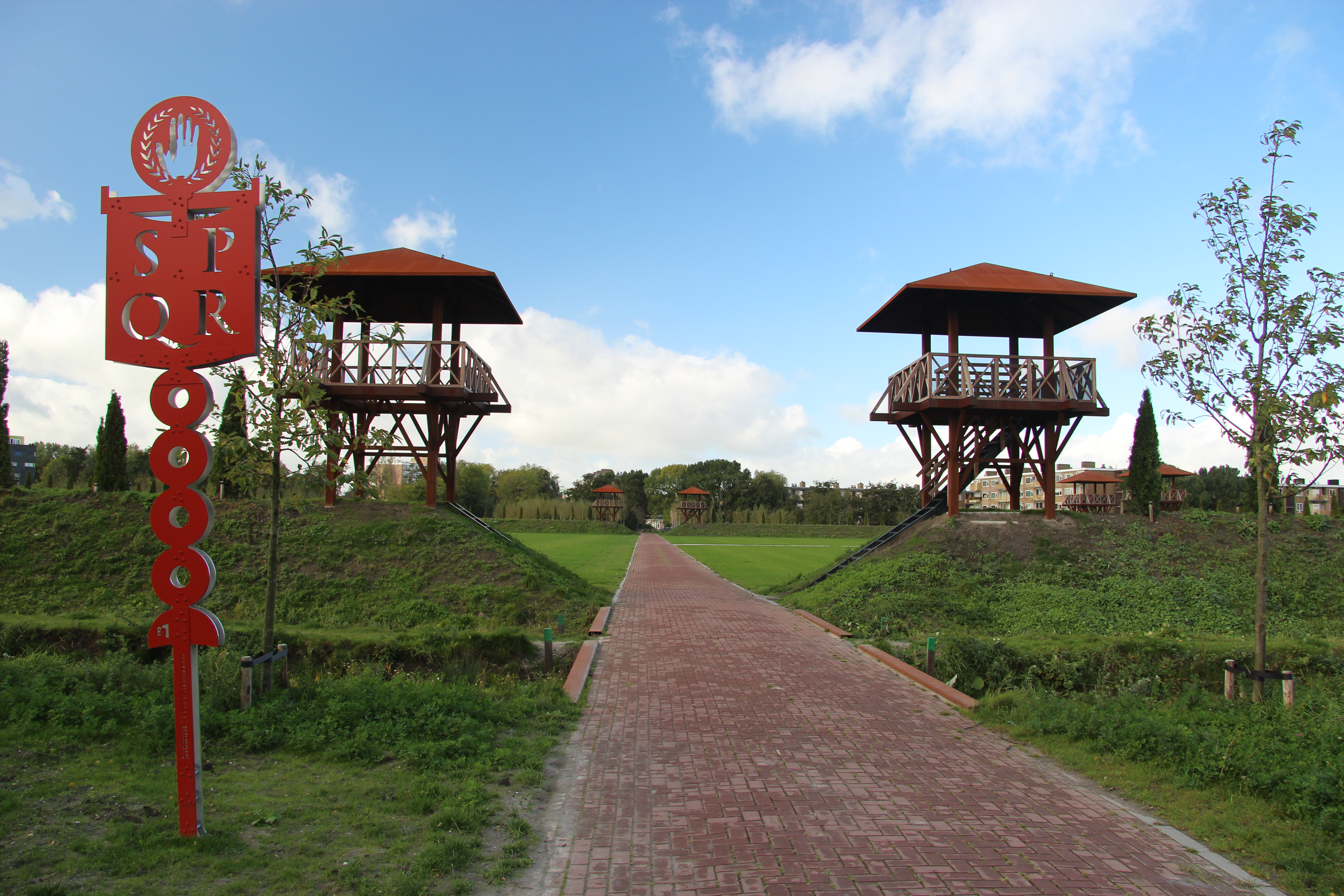
Archeologisch park Matilo

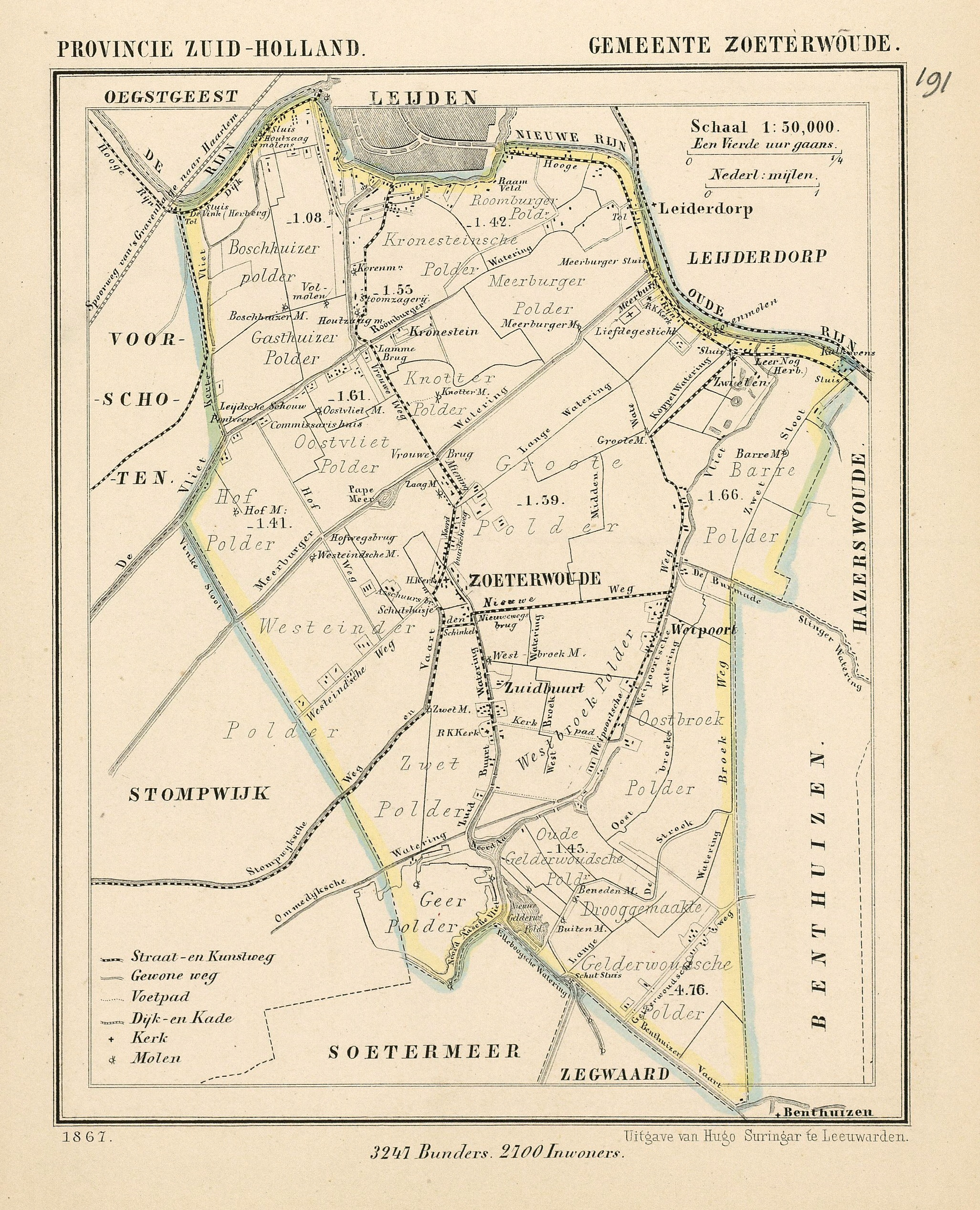
De Roomburger Polder en de Roomburger Watering liggen nog in de gemeente Zoeterwoude op deze kaart uit 1867.

Roomburg is een wijk in de Nederlandse stad Leiden.  Het zuidelijke deel is bedrijfsterrein, de rest is woonwijk en archeologisch park. De woonwijk Roomburg is een relatief kleine en dichtbebouwde Vinex-wijk.

## Ligging
De wijk Roomburg bevindt zich in het zuidoosten van Leiden, tussen het Rijn-Schiekanaal (noordwest), de bestaande wijk Meerburg (noord), de Hoge Rijndijk (noordoost), de A4 (zuidoost) en de spoorlijn Woerden - Leiden (zuid), op ongeveer een kilometer van de Leidse binnenstad.

## Historie
Hoewel Roomburg al in de Romeinse tijd bewoond of in elk geval gebruikt werd, komt de naam niet uit die tijd; het is een vervorming van Rodanburg, de naam van een in een negende-eeuws document genoemd huis of een nederzetting. Het huidige gebied Roomburg grenst aan de plaats waar het Romeinse legerkamp Matilo zich moet hebben bevonden, aan de Oude Rijn. Daarheen liep in die tijd al een waterloop, het Kanaal van Corbulo, een Romeins kanaal dat grotendeels de loop van de huidige Vliet moet hebben gevolgd van Voorburg tot de Rijn. In 1912 zijn er de resten van een Romeins schip opgegraven. In 1996 is er in de kanaalbedding een bronzen ruitermasker gevonden uit het begin van de tweede eeuw (zie de externe links). Andere vondsten zijn vooral gebruiksvoorwerpen en skeletten van paarden.
In de vroege middeleeuwen werd Roomburg gezien de aangetroffen sporen nog wel bewoond, maar veel extensiever dan voorheen. In de dertiende eeuw is er een kasteel gebouwd met de naam Rodenburg, dat in de zestiende eeuw is afgebroken. Ten zuiden van Rodenburg bevond zich vanaf de vijftiende eeuw het Sint-Margarethaconvent, verhuisd van een gebied net ten noordwesten van Leiden, waarvan de landerijen uiteindelijk het grootste deel van Roomburg besloegen. Na de onrust die ontstond door de Beeldenstorm en de Nederlandse Opstand werd het klooster in 1572 verlaten en in de paar jaar erna soms gebruikt door buitenlandse troepen, soms verdedigd door de Leidenaren, maar uiteindelijk geheel vernield.
In de zeventiende eeuw werd Roomburg geheel ingepolderd, deels afgegraven voor baksteenproductie, en tot ver in de twintigste eeuw gebruikt voor landbouw. In 1912 werd van de Vliet en de Roomburgerwetering het Rijn-Schiekanaal gemaakt, en in 1962 werd op de noordelijkste punt de wijk Meerburg gebouwd. In de jaren negentig is ten zuiden van een voormalige stortplaats (de Bult) een bedrijventerrein ingericht. Tussen 2003 en 2009 zijn tussen de Bult en Meerburg 957 nieuwe woningen gebouwd, waarvan bijna de helft hoogbouw. Het archeologisch gezien meest waardevolle gedeelte van de wijk blijft vrij van bebouwing en is in 2013 geopend als archeologisch park Matilo.

## Ontsluiting
De wijk is voor autoverkeer toegankelijk via de Willem van der Madeweg, parallel aan de A4, dicht bij de aansluiting Zoeterwoude-Rijndijk en het begin van de N11. Fietsers en voetgangers kunnen ook gebruikmaken van de Roomburgerweg langs het kanaal en de Julius Caesarbrug over het kanaal richting de Professorenwijk. Bussen 7, 169 en 187 van Arriva rijdt een halfuursdienst tussen Leiden Centraal en Zoeterwoude-Rijndijk, een halfuursdienst tussen Leiden Centraal, Zoeterwoude-Rijndijk en Alphen aan den Rijn en een uurdienst tussen Leiden Centraal, Zoeterwoude-Rijndijk en Boskoop.

## Status
Roomburg is een relatief kleine woonwijk, met als enige eigen voorziening een brede school. Winkels (Meerburg, binnenstad) en uitvalswegen zijn echter dichtbij. Roomburg is de laatste complete woonwijk die Leiden op voorheen onbebouwd gebied kon inrichten; het enige verder nog open gebied, de Oostvlietpolder, is (mogelijk) bestemd voor bedrijven. Afgezien van heringericht eigen grondgebied is er voor woningbouw straks alleen ruimte in randgemeenten.

## Trivia
- Met uitzondering van de Besjeslaan, een overblijfsel uit het voormalige land- en tuinbouwgebied, zijn de straten en bruggen in de woonwijk Roomburg vernoemd naar personen en mythologische figuren uit de Romeinse tijd, vanwege de historie als Romeinse legerplaats. De straten op het bedrijventerrein zijn vernoemd naar bedrijven uit de Leidse textielindustrie.

## Beelden

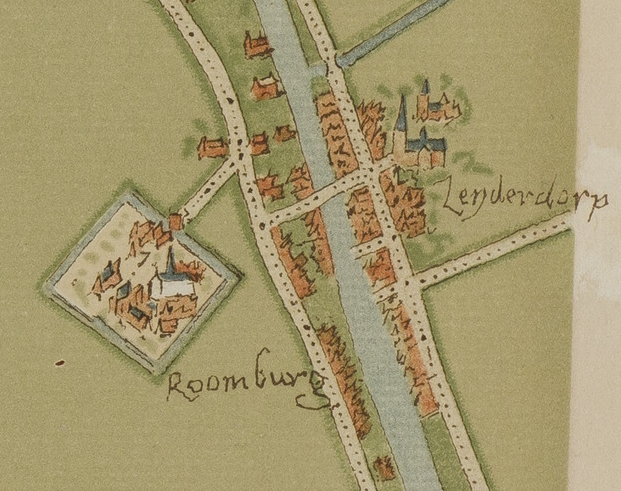
Roomburg tegenover Leiderdorp op de kaart van Leiden van Jacob van Deventer uit 1545.
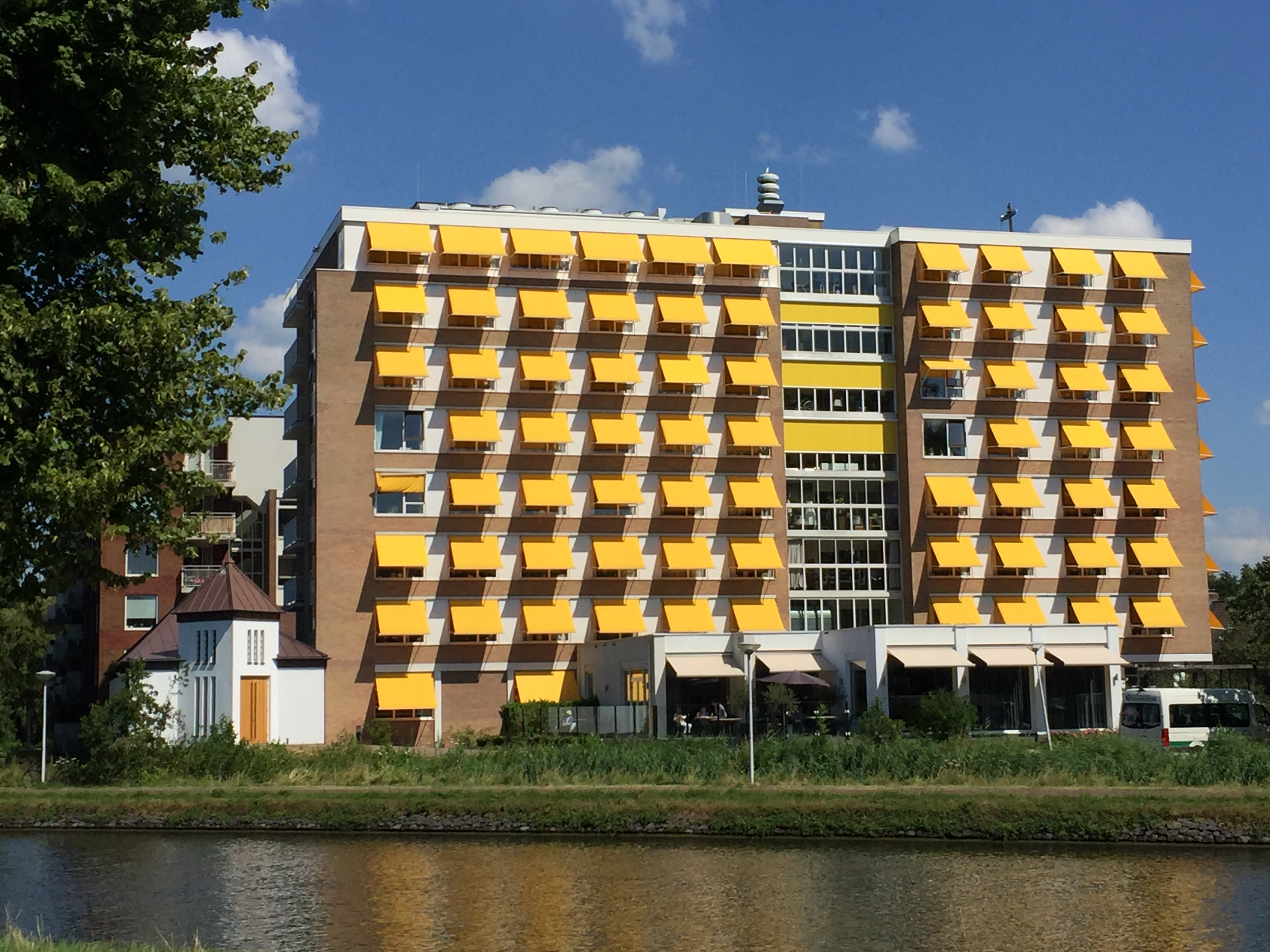
Zorgcentrum Roomburgh (2022)